# Theodor Stolojan
Theodor Stolojan (født 24. oktober 1943 i Târgoviște) var Rumæniens premierminister i perioden 1991-92.
Før Den Rumænske Revolution af 1989 arbejdede han i landets finansministerium og senere for Verdensbanken.
I 2000 var han Nationalliberalernes præsidentkandidat, men kom i tredje position med 11,78 % af stemmerne. Han var også præsidentkandidat i 2004, men trak sig tilbage før valget.
Siden december 2007 har han repræsenteret partiet i Europa-Parlamentet

## Ekstern henvisning
- Wikimedia Commons har flere filer relateret til Theodor Stolojan
- EU-Parlamentets beskrivelse

1. ↑  Navnet er anført på bokmål og stammer fra Wikidata hvor navnet endnu ikke findes på dansk.
2. ↑  Navnet er anført på engelsk og stammer fra Wikidata hvor navnet endnu ikke findes på dansk.